# Amblin Television
Amblin Television ist ein US-amerikanisches Fernsehfilmproduktionsunternehmen.

## Geschichte
Amblin Television wurde 1985 von Steven Spielberg, Kathleen Kennedy und Frank Marshall gegründet und produziert TV-Filme und Serien für verschiedene Studios.

## Filmografie (Auswahl)
- 1985–1987: Unglaubliche Geschichten
- 1990–1995: Tiny Toon Adventures
- 1991–1993: Harry und die Hendersons
- 1991–1992: Back to the Future: The Animated Series
- 1992–1996: Die Abenteuer des jungen Indiana Jones
- 1992: Fievel's American Tails
- 1992: The Plucky Duck Show
- 1992: The Water Engine
- 1993: Family Dog
- 1993: Class of '61
- 1993–1996: seaQuest DSV
- 1993–1998: Animaniacs
- 1994–2009: Emergency Room
- 1994–1995: Earth 2
- 1995–1996: Fudge
- 1995–1997: Freakazoid!
- 1995–1998: Pinky and the Brain
- 1996–1998: The Spooktacular New Adventures of Casper
- 1997–2001: Men in Black: Die Serie
- 1998–1999: Pinky, Elmyra & the Brain
- 2007–2008: The Land Before Time
- 2007: On the Lot
- 2011–2015: Falling Skies
- 2011–2013: The Borgias
- 2011: Terra Nova
- 2012: The River
- 2013–2018: The Americans
- 2013–2015: Under the Dome
- 2013: Lucky 7
- 2014–2015: Extant
- 2014–2015: Red Band Society
- 2015: The Whispers
- 2015: Public Morals
- 2015: Minority Report
- 2016: American Gothic
- 2016: All the Way
- 2016-201911: Bull
- 2017: Five Came Back
- 2018: Reverie
- 2018: All About the Washingtons
- 2018–: Spuk in Hill House
- 2019–: Roswell, New Mexico